# Eotetranychus hypogeae
Eotetranychus hypogeae är en spindeldjursart som beskrevs av Karuppuchamy och Mohanasundaram 1988. Eotetranychus hypogeae ingår i släktet Eotetranychus och familjen Tetranychidae. Inga underarter finns listade i Catalogue of Life.